# ال پروگرسو
ال پروگرسو (به اسپانیایی: El Progreso) یک منطقهٔ مسکونی در هندوراس است که در استان یورو واقع شده‌است. ال پروگرسو ۵۴۷٫۵ کیلومتر مربع مساحت و ۳۱۰٬۰۰۰ نفر جمعیت دارد.